# Carl Weathers
Carl Weathers (Nueva Orleans, Luisiana, 14 de enero de 1948-Los Ángeles, California, 1 de febrero de 2024)fue un actor estadounidense y jugador de fútbol americano en Estados Unidos y Canadá. Se hizo conocido por haber interpretado a Apollo Creed en la saga de películas Rocky y por su interpretación de Dillon en la primera película de Depredador. Su último trabajo como actor fue Greef Karga en la serie The Mandalorian, de Disney+.

## Trayectoria
En 1974 Weathers se retiró del fútbol profesional y dejó el equipo de los Oakland Raiders por su verdadera vocación, la actuación.
Sus dos primeras películas fueron Kung Fu y Friday Foster, ambas en 1975. Pero realmente su éxito en taquilla se produjo cuando los productores Irwin Winkler y Robert Chartoff lo eligieron para el papel de Apollo Creed en la película Rocky (1976). Weathers desempeñaría este papel en las cuatro primeras películas del boxeador italiano, mutándose desde ser su enemigo hasta ser su principal amigo, asesor y entrenador. El productor Joel Silver le dio luego un importante papel en Depredador, película de 1987 protagonizada por Arnold Schwarzenegger. De ahí en adelante tendría altibajos en su carrera, pasando por la gran pantalla y por series televisivas de los Estados Unidos entre las que destaca Street Justice (Justicia callejera).
Weathers fue miembro de la Big Brothers Association y del Comité Olímpico de Estados Unidos.

## Vida personal y muerte
Weathers y su exesposa, Mary Ann, tuvieron dos hijos: Matthew y Jason.
Weathers falleció el 1 de febrero de 2024 a los 76 años, en su casa de Los Ángeles, California. Su familia emitió un comunicado diciendo que murió «pacíficamente mientras dormía». Su fallecimiento se debió, de acuerdo a parte de defunción, a una enfermedad cardiovascular aterosclerótica.

## Filmografía
| Año       | Título                                             | Papel                                                             |
| --------- | -------------------------------------------------- | ----------------------------------------------------------------- |
| 1975      | Kung Fu                                            | Sam el Malo                                                       |
| 1975      | Friday Foster                                      | Yarbro                                                            |
| 1976      | Rocky                                              | Apollo Creed                                                      |
| 1977      | Encuentros cercanos del tercer tipo                | Policía Militar                                                   |
| 1976      | Fuerza 10 de Navarone                              | Weaver                                                            |
| 1978      | Los abismos de las Bermudas                        | Eric                                                              |
| 1979      | Rocky II                                           | Apollo Creed                                                      |
| 1981      | Death Hunt                                         |                                                                   |
| 1982      | Rocky III                                          | Apollo Creed                                                      |
| 1985      | Rocky IV                                           | Apollo Creed                                                      |
| 1986      | The Defiant Ones                                   |                                                                   |
| 1987      | Depredador                                         | Dillon                                                            |
| 1988      | Action Jackson                                     | Sargento Jericho 'Action' Jackson                                 |
| 1990      | Dangerous Passion                                  | Kyle Western                                                      |
| 1989-1990 | Nam, Primer Pelotón                                | Coronel Brewster                                                  |
| 1990      | Rocky V                                            | Apollo Creed (flashback)                                          |
| 1991-1993 | Street Justice                                     | Adam Beaudreaux                                                   |
| 1995      | OP Center                                          | General Mike Rodgers                                              |
| 1993-1995 | In the Heat of the Night                           | Jefe Hampton Forbes / Inspector Hampton Forbes                    |
| 1996      | Happy Gilmore / Terminagolf (España)               | Chubbs                                                            |
| 1997      | Asalto a la Isla del Diablo                        | Roy Brown                                                         |
| 1999      | Shadow Warriors II: Hunt for the Death Merchant    | Roy Brown                                                         |
| 1999      | Elevator Seeking                                   | William                                                           |
| 2000      | Little Nicky                                       | Chubbs Peterson                                                   |
| 2002      | Ocho noches de locura                              |                                                                   |
| 2005      | Alien Siege                                        | General Skyler                                                    |
| 2007      | The Comebacks                                      | Freddie Wiseman                                                   |
| 2008      | Oh, hermano - Urgencias (Temporada 15, Episodio 6) |                                                                   |
| 2004-2013 | Arrested Development                               | Carl Weathers (versión ficticia de sí mismo)                      |
| 2011-2013 | Un show más                                        | Dios del basquetbol (voz)                                         |
| 2013      | Toy Story of Terror                                | Combat Carl (voz)                                                 |
| 2014      | Think Like a Man Too                               | Mr. Davenport                                                     |
| 2015      | Creed                                              | Apollo Creed (flashbacks, escenas de combate contra Rocky Balboa) |
| 2016      | Colony                                             | Bolton "Beau" Miller                                              |
| 2017      | Chicago Justice                                    | Mark Jefferies                                                    |
| 2018      | Creed II                                           | Apollo Creed (flashbacks, escenas de combate contra Iván Drago)   |
| 2019-2023 | The Mandalorian                                    | Greef Karga                                                       |
| 2019      | Toy Story 4                                        | Combate Carl                                                      |